# 硝石
硝石（しょうせき、nitre、niter、saltpeter）は、硝酸塩鉱物の一種。化学組成はKNO3（硝酸カリウム）、結晶系は斜方晶系。日本における古名は、消石、煙硝、焔硝、塩硝など。日本の歴史文献では「煙硝」や「焔硝」は硫黄や炭末を加えた黒色火薬を指すが、加賀藩では「塩硝」と呼ばれ五箇山産の硝石を意味するとされる。

## 性質・特徴
硝酸カリウムが天然に産出する形態が硝石である。硝酸カリウムは窒素化合物の一種で、英語の「窒素」(nitrogen) は、硝石 (niter) に由来する。フランス語の nitre の語源は、古代エジプト語で炭酸ナトリウムを意味する ntr に語源を持ち、ナトロンも同様の語源で、ともに石鹸の原料のように用いられていた。
水を加えると吸熱反応を起こす性質があり、ワインを冷やすのに使われたことがある。
染料、肥料など、製造に窒素が必要な製品の原料として、昔から用いられてきた。特に酸化剤（爆発時の酸素源）として黒色火薬の製造に必須の火薬材料で、黒色火薬が唯一の銃砲用火薬であった時代には、重要な戦略物資であった。
食品添加物
食中毒の原因となる細菌、特に塩漬け豚肉の食中毒の原因となりやすいボツリヌス菌の繁殖を抑制する作用があり、食肉の保存に必須の薬品で、ハム・ソーセージなど食肉加工品の製造時に塩とともに肉にすり込むこと（塩せき）が古くから行われている。そのため、硝石を用いた肉加工品は亜硝酸イオンと肉のミオグロビンの結合のため独特の桃色を呈する。通常のハムが加熱しても赤みを保つのはこのためであり、食品添加物として用いられる亜硝酸塩は発色剤とも呼ばれる。
ヨーロッパでの食品添加物に付けられるE番号はE252である。
硝石とよく似た性質を持つものに、チリ硝石がある。チリ硝石の主成分は硝酸カリウムではなく、硝酸ナトリウム (NaNO3) である。チリ硝石は南米のチリで大規模な鉱床が発見され、ハーバー・ボッシュ法による合成が広く行わるまで世界的に重要な窒素工業の原料となっていた。

## 製造法

硝化作用

硝石の錬金術記号

日本においては、広い範囲で古土法が用いられ、その他に培養法・硝石丘法が用いられてきた。
採掘硝化作用・風解によって、洞窟の床や乾燥地帯の地表に生成される。日本のような雨が多い地域では水に溶解するため鉱脈は出来にくい。乾燥地帯の古代エジプトではパピルス（紀元前1500年）、シュメールでは楔形文字（紀元前2200-2100年）の形で存在が確認されている。ヨルダンでは採取の専門家 ( saltpeter men、petermen ) や市場が存在した。
古土法日本では代表的な製造方法である。住居の床下土の硝酸イオンと木灰から作られる灰汁のカリウムを煮出して、溶解度差を利用して硝石を生み出す方法である。
培養法蚕の糞や草を養蚕家屋の床下に穴を掘って、4-5年程度のあいだ醸成させた土と灰汁と反応させる方法である。加賀藩の五箇山、飛騨天領の白川郷など限られた地域に見られ、少ない人家でも大量に生産できるメリットがあった。
硝石丘法人畜屎尿を屋外で積み上げて1-3年を経過させた土と灰汁を反応させる。
海藻法海藻を焼いて炭酸カリウムを含む海藻灰を作り、硫酸塩や硫酸を用いて製造する方法。中国では漢の時代に発見され、12世紀にはシルクロードを通じて西洋に伝わった。のちに、フランス人科学者ベルナール・クールトアが硫酸の配分を間違えてヨウ素（ヨード）を発見した。

## 製造史
天然の硝酸カリウムは、土壌中の有機物や、動物の排泄物に含まれる尿素、またそれが分解することによって生じたアンモニアなどの窒素化合物を、自然環境下に存在するバクテリアの亜硝酸菌や硝酸菌が分解する過程で、アミノ酸態やアンモニウム態の窒素化合物が硝酸イオンへと酸化され、カリウムイオンと塩を形成することによって得られる。
水溶性で、土中に生成した硝酸カリウムは、雨が降ると深層に拡散してしまう。また硝酸カリウムは植物の根から養分として吸収される。このため表層土に硝酸カリウムが蓄積するためには、土中の有機物が豊富で、雨がかからず、植物が生育していないといった条件が揃わなくてはならない。硝石は古くは、雨の降らない乾燥地帯や、床下や穴蔵など、この条件を満たす環境の地表の土から採取された。
中国内陸部や、スペイン、イタリアなどの南ヨーロッパ、エジプト、アラビア半島、イランなどの西アジア、インドといった乾燥地帯では、天然に採取されている。一方、北西ヨーロッパや東南アジア、日本のように湿潤多雨な地域では天然では得がたく、おもに人畜の屎尿を原料にして、バクテリアによる酸化による生成を人工的に導く生産方法が工夫された。
ドイツやフランス、イギリスのような北西ヨーロッパでは、糞尿が浸透した家畜小屋の土壁から硝石を得ていた。また、東南アジアでは、伝統的に高床住居の床下で鶏や豚を多数飼育してきたため、ここに排泄された鶏糞、豚糞を床下に積んで発酵、熟成させ、ここから硝石を抽出したほか、熱帯雨林の洞穴に大群をなして生息するコウモリの糞から生成したグアノからも抽出が行われてきた。
また、何十年かたった古民家の床下の土を集め、温湯と混ぜた上澄みに炭酸カリウムを含む草木灰を加えて硝酸カリウム塩溶液を作り、これを煮詰めて放冷すれば結晶ができる。この結晶をもう一度溶解して再結晶化すると精製された硝石となる。この方法を「古土法」といった。 
フランスでは硝石採取人という職業があり、国王からあらゆる家に立ち入って床下を掘る特権を与えられていた。古土法による硝石は別名「ケール硝石」と呼ばれていたが、輸入物に比べて品質は低かった。生産量は年間300トンほどであり、需要を満たすには足りず、インドなどの輸入が大きな割合を占めていた。フランス革命の時代になると、イギリスとの外交事情からインドからの輸入が困難になった。そのため、風通しのいい小屋に窒素を含む木の葉や石灰石・糞尿・塵芥を土と混ぜて積み上げ、定期的に尿をかけて硝石を析出させる「硝石丘法」が発明される。硝石丘法は採取まで5年余りを要するが、土の2 - 3%もの硝石を得ることができたため、ナポレオン戦争の火薬供給に大きな役目を果たした。硝石丘法は他の国でも行われ、幕末の日本にも伝来している。
宋や元、明といった中華世界を統治した王朝、およびこれらと深い関係を結んでいた高麗、李氏朝鮮といった朝鮮半島国家にとって、黒色火薬の原料のひとつである硫黄の輸出元は日本と琉球王国であった。しかしこれらの政権は倭寇の問題もあり、自らへの軍事的脅威となりうる日本へのもうひとつの原料、硝石の供給と生成技術の伝播を固く禁じて火薬の伝播を妨げていた。しかし、14世紀に高麗に伝播した火薬は15世紀には日本にも伝来し、応仁の乱で使用された記述がある。戦国時代の鉄砲伝来以降、欧州系の火器の伝来とともに南蛮貿易による東南アジアからの硝石供給の道が開け、日本は大陸のアジア諸国に一足遅れて火器の時代に本格参入することとなった。琉球王国は独自に東南アジアとの貿易経路を確保していたために東アジア型の火器は早くから普及していた。当初は硝石供給を基本的に中国や東南アジア方面からの輸入に頼っていたが、やがて需要の大きな硝石の国産化への試みが始まる。古い家屋の床下にある土から硝酸カリウムを抽出する古土法、主にカイコの糞を使う培養法が発見され、各地で行われていた。
五箇山では加賀藩が秘密裏に煙硝を製造しており、「塩硝」と称してブナオ峠を通って金沢に運び出されていた（塩硝の道）。五箇山では煙硝を「培養法」という方法で塩硝土づくりから始める。土の選択から、床下の穴掘り、土入れ、有機物（尿や草など）混入、切り返しなどを行いようやく5年目に硝化バクテリアが繁殖し培養土、つまり塩硝土ができる。塩硝土造りや塩硝そのもの原料を「培」と呼び年3回、春培は稗殻・そば殻・タバコ殻など、夏培は蚕の糞、秋培は山草の蒸培（シャク「狐独活」・ヨモギ・ムラダチ（アブラチャン）など）を使う。石山合戦（1570年〈元亀元年〉 - 1580年〈天正8年〉）の織田勢との戦いにも五箇山の塩硝が使われた。また、黒色火薬自体を製造していたとされる。いつからこの製造法が行われたかは定かではないが、文書として正式に残されているのは、文化8年（1811年）9月に記された『五ケ山塩硝出来之次第書上身帳』（富山県立図書館蔵）に記載されている。慶長10年（1587年）8月に前田利長より497貫（約1688キログラム）の上納塩硝を申付けられているが、その後、寛永14年（1637年）には1260貫（約4725キログラム）を加賀藩に古土法で煙硝を納めたとは考えにくい。
日本では自然には産出しないため、火縄銃伝来当初は中国から輸入が大半だった。16世紀後半から幕末まで、主に古土法で硝石を得ていた。古土法による生産量は少なかったが、江戸期に入って社会が安定したことにより火薬の需要が減り、国内での全需要を古土法で賄えるようになった。幕末期になると、日本にも硝石丘法が伝来した。しかし既に1820年ごろ、チリのアタカマ砂漠において広大なチリ硝石の鉱床が発見されており、安価なチリ硝石が大量に供給されるようになっていた。また火薬そのものも進化し、硝石を原料としない火薬に需要が移ったため、土から硝石を得る硝石生産法は、やがて全く姿を消した。

## 統制・取引
江戸幕府の硝石統制については、ペリー来航に伴う硝石暴騰を受けたと考えられる嘉永年間末から安政年間にかけての合薬座設立構想や、近代化陸軍設立に向けたとされる文久期の硝石御自製場と硝石会所の設置が確認される。
江戸時代初期は、大きな戦がなくなったことから、危険物として扱われた。元禄時代（1688年から1704年）には、各地の城内にあった焔硝蔵を城外へ、さらに1里程郊外へ移動させる例が多く確認できる。大きく需要が低下した時期であり、このころの需要は、花火や医薬品（切り傷用の紫金膏、小児用の熱さましの延齢散）などであった。18世紀頃からロシア船が近海を通るようになり、ペリーが来航したことで生産量に限りがある硝石の需要が急騰した。各藩による買い占めや藩の外へ流出しないように対策が行われたことから、嘉永7年（1854年）に合薬座設立が初めて提起された。
需要が高まると、火砲に使えない粗悪品の流通、精米用水車（米搗水車）を流用して火薬の調合が行われるが、慣れない作業によって火事や爆発（大規模な例は、嘉永7年6月の淀橋水車爆発事件）が多発するなど混乱が多く見られた。
- 太平洋戦争 (1879年-1884年) - 硝石の大産地を巡ってチリ、ボリビア、ペルーが交戦した。別名：硝石戦争。
- 和田家住宅（白川郷） - 硝石の取引で栄えた。